# Kanton Vercors-Monts-du-Matin
Vercors-Monts du Matin is een kanton van het Franse departement Drôme. Het kanton maakt deel uit van de arrondissementen Valence (25) en Die (5).
In 2019 telde het 26.220 inwoners.

Het kanton werd gevormd ingevolge het decreet van 20 februari 2014 met uitwerking op 22 maart 2015, met Chatuzange-le-Goubet als hoofdplaats.

## Gemeenten
Het kanton omvat volgende 30 gemeenten: 
- Barbières
- La Baume-d'Hostun
- Beauregard-Baret
- Bésayes
- Bouvante
- Le Chaffal
- La Chapelle-en-Vercors
- Charpey
- Chatuzange-le-Goubet
- Échevis
- Eymeux
- Hostun
- Jaillans
- Léoncel
- Marches
- La Motte-Fanjas
- Oriol-en-Royans
- Rochechinard
- Rochefort-Samson
- Saint-Agnan-en-Vercors
- Saint-Jean-en-Royans
- Saint-Julien-en-Vercors
- Saint-Laurent-en-Royans
- Saint-Martin-en-Vercors
- Saint-Martin-le-Colonel
- Saint-Nazaire-en-Royans
- Saint-Thomas-en-Royans
- Saint-Vincent-la-Commanderie
- Sainte-Eulalie-en-Royans
- Vassieux-en-Vercors